# Saison 2022-2023 des Lakers de Los Angeles
La saison 2022-2023 des Lakers de Los Angeles est la 76e saison de la franchise des Lakers (sans compter les Gems de Détroit de la saison 1946-1947 dans la NBL), la 75e saison au sein de la National Basketball Association (NBA) et la 63e saison dans la ville de Los Angeles.

## Draft
| Tour | Choix | Joueur       | Poste | Nationalité | Provenance                 |
| ---- | ----- | ------------ | ----- | ----------- | -------------------------- |
| 2    | 35    | Max Christie | G     | États-Unis  | Spartans de Michigan State |

## Matchs

### Summer League
| Summer League Total: 5-3 |

| Match | Date match | Équipe       | Score    | Meilleur marqueur  | Meilleur rebondeur   | Meilleur passeur      | Lieux Spectateurs  | Série |
| ----- | ---------- | ------------ | -------- | ------------------ | -------------------- | --------------------- | ------------------ | ----- |
| 1     | 2 juillet  | Miami        | V 100-66 | Mac McClung (17)   | Max Christie (9)     | Mason Jones (6)       | Chase Center 8 806 | 1 - 0 |
| 2     | 3 juillet  | Golden State | V 100-77 | Max Christie (20)  | Fabian White Jr. (8) | Scotty Pippen Jr. (8) | Chase Center 8 178 | 2 - 0 |
| 3     | 5 juillet  | Sacramento   | D 75-87  | Javante McCoy (15) | Max Christie (8)     | Scotty Pippen Jr. (3) | Chase Center 0     | 2 - 1 |

| Match | Date match | Équipe              | Score         | Meilleur marqueur      | Meilleur rebondeur      | Meilleur passeur      | Lieux Spectateurs      | Série |
| ----- | ---------- | ------------------- | ------------- | ---------------------- | ----------------------- | --------------------- | ---------------------- | ----- |
| 1     | 8 juillet  | Phoenix             | D 84-104      | Scotty Pippen Jr. (19) | Max Christie (8)        | Scotty Pippen Jr. (3) | Thomas & Mack Center 0 | 0 - 1 |
| 2     | 10 juillet | Charlotte           | D 86-89 (2OT) | Cole Swider (21)       | Trois joueurs (7)       | Scotty Pippen Jr. (7) | Thomas & Mack Center 0 | 0 - 2 |
| 3     | 12 juillet | L.A. Clippers       | V 83-72       | Mason Jones (15)       | Mason Jones (10)        | Jones, Pippen Jr. (4) | Thomas & Mack Center 0 | 1 - 2 |
| 4     | 15 juillet | La Nouvelle-Orléans | V 102-94      | Cole Swider (21)       | Sacha Killeya-Jones (9) | McCoy, Pippen Jr. (7) | Thomas & Mack Center 0 | 2 - 2 |
| 5     | 16 juillet | Dallas              | V 95-84       | Cole Swider (16)       | Christie, White Jr. (6) | Huff, Jones (4)       | Thomas & Mack Center 0 | 3 - 2 |

### Pré-saison
| Pré-saison Total: 1-5 (Domicile : 0-4; Extérieur : 1-1) |

| Match | Date match | Équipe         | Score     | Meilleur marqueur  | Meilleur rebondeur | Meilleur passeur        | Lieux Spectateurs       | Série |
| ----- | ---------- | -------------- | --------- | ------------------ | ------------------ | ----------------------- | ----------------------- | ----- |
| 1     | 3 octobre  | Sacramento     | D 75-105  | Anthony Davis (11) | Anthony Davis (11) | Christie, Westbrook (3) | Crypto.com Arena 17 919 | 0 - 1 |
| 2     | 5 octobre  | Phoenix        | D 115-119 | LeBron James (23)  | Austin Reaves (7)  | Austin Reaves (9)       | T-Mobile Arena 8 908    | 0 - 2 |
| 3     | 6 octobre  | Minnesota      | D 99-114  | Thomas Bryant (18) | Austin Reaves (8)  | Scotty Pippen Jr. (7)   | T-Mobile Arena 7 311    | 0 - 3 |
| 4     | 9 octobre  | @ Golden State | V 124-121 | Anthony Davis (28) | Cole Swider (6)    | Kendrick Nunn (7)       | Chase Center 18 064     | 1 - 3 |
| 5     | 12 octobre | Minnesota      | D 113-118 | LeBron James (25)  | Anthony Davis (13) | Beverley, Reaves (5)    | Crypto.com Arena 18 754 | 1 - 4 |
| 6     | 14 octobre | @ Sacramento   | D 86-133  | James, Reaves (10) | LeBron James (5)   | Pippen Jr., Reaves (3)  | Golden 1 Center 0       | 1 - 5 |

### Saison régulière
| Saison régulière Total: 43-39 (Domicile : 23-18; Extérieur : 20-21) |

| Match | Date match | Équipe         | Score     | Meilleur marqueur  | Meilleur rebondeur | Meilleur passeur     | Lieux Spectateurs       | Série |
| ----- | ---------- | -------------- | --------- | ------------------ | ------------------ | -------------------- | ----------------------- | ----- |
| 1     | 18 octobre | @ Golden State | D 109-123 | LeBron James (31)  | LeBron James (14)  | LeBron James (8)     | Chase Center 18 064     | 0 - 1 |
| 2     | 20 octobre | L.A. Clippers  | D 97-103  | Anthony Davis (25) | LeBron James (10)  | LeBron James (6)     | Crypto.com Arena 18 997 | 0 - 2 |
| 3     | 23 octobre | Portland       | D 104-106 | LeBron James (31)  | Anthony Davis (10) | LeBron James (8)     | Crypto.com Arena 18 997 | 0 - 3 |
| 4     | 26 octobre | @ Denver       | D 99-110  | Anthony Davis (22) | Anthony Davis (14) | LeBron James (9)     | Ball Arena 19 520       | 0 - 4 |
| 5     | 28 octobre | @ Minnesota    | D 102-111 | LeBron James (28)  | Trois joueurs (8)  | LeBron James (5)     | Target Center 17 136    | 0 - 5 |
| 6     | 30 octobre | Denver         | V 121-110 | LeBron James (26)  | Anthony Davis (15) | James, Westbrook (8) | Crypto.com Arena 18 997 | 1 - 5 |

| Match | Date match  | Équipe              | Score          | Meilleur marqueur      | Meilleur rebondeur | Meilleur passeur        | Lieux Spectateurs              | Série  |
| ----- | ----------- | ------------------- | -------------- | ---------------------- | ------------------ | ----------------------- | ------------------------------ | ------ |
| 7     | 2 novembre  | La Nouvelle-Orléans | V 120-117 (OT) | Lonnie Walker IV (28)  | Anthony Davis (16) | LeBron James (8)        | Crypto.com Arena 18 997        | 2 - 5  |
| 8     | 4 novembre  | Utah                | D 116-130      | Russell Westbrook (26) | LeBron James (10)  | LeBron James (8)        | Crypto.com Arena 18 997        | 2 - 6  |
| 9     | 6 novembre  | Cleveland           | D 100-114      | LeBron James (27)      | Anthony Davis (12) | Russell Westbrook (10)  | Crypto.com Arena 18 997        | 2 - 7  |
| 10    | 7 novembre  | @ Utah              | D 116-139      | Anthony Davis (29)     | Damian Jones (7)   | Russell Westbrook (5)   | Vivint Smart Home Arena 18 206 | 2 - 8  |
| 11    | 9 novembre  | @ L.A. Clippers     | D 101-114      | LeBron James (30)      | Davis, Reaves (9)  | Russell Westbrook (9)   | Crypto.com Arena 19 068        | 2 - 9  |
| 12    | 11 novembre | Sacramento          | D 114-120      | Anthony Davis (24)     | Anthony Davis (14) | Russell Westbrook (11)  | Crypto.com Arena 17 849        | 2 - 10 |
| 13    | 13 novembre | Brooklyn            | V 116-103      | Anthony Davis (37)     | Anthony Davis (18) | Russell Westbrook (12)  | Crypto.com Arena 18 040        | 3 - 10 |
| 14    | 18 novembre | Détroit             | V 128-121      | Anthony Davis (38)     | Anthony Davis (16) | Russell Westbrook (12)  | Crypto.com Arena 18 095        | 4 - 10 |
| 15    | 20 novembre | San Antonio         | V 123-92       | Anthony Davis (30)     | Anthony Davis (18) | Russell Westbrook (10)  | Crypto.com Arena 18 211        | 5 - 10 |
| 16    | 22 novembre | @ Phoenix           | D 105-115      | Anthony Davis (37)     | Anthony Davis (21) | Russell Westbrook (5)   | Footprint Center 17 071        | 5 - 11 |
| 17    | 25 novembre | @ San Antonio       | V 105-94       | Anthony Davis (25)     | Anthony Davis (15) | Russell Westbrook (7)   | AT&T Center 18 354             | 6 - 11 |
| 18    | 26 novembre | @ San Antonio       | V 143-138      | LeBron James (39)      | LeBron James (11)  | Schroder, Westbrook (6) | AT&T Center 18 354             | 7 - 11 |
| 19    | 28 novembre | Indiana             | D 115-116      | Anthony Davis (25)     | Anthony Davis (13) | Davis, Westbrook (6)    | Crypto.com Arena 16 034        | 7 - 12 |
| 20    | 30 novembre | Portland            | V 128-109      | LeBron James (31)      | Anthony Davis (12) | LeBron James (8)        | Crypto.com Arena 18 560        | 8 - 12 |

| Match | Date match  | Équipe         | Score          | Meilleur marqueur    | Meilleur rebondeur     | Meilleur passeur       | Lieux Spectateurs                 | Série   |
| ----- | ----------- | -------------- | -------------- | -------------------- | ---------------------- | ---------------------- | --------------------------------- | ------- |
| 21    | 2 décembre  | @ Milwaukee    | V 133-129      | Anthony Davis (44)   | Anthony Davis (10)     | James, Westbrook (11)  | Fiserv Forum 17 938               | 9 - 12  |
| 22    | 4 décembre  | @ Washington   | V 130-119      | Anthony Davis (55)   | Anthony Davis (17)     | Russell Westbrook (15) | Capital One Arena 19 647          | 10 - 12 |
| 23    | 6 décembre  | @ Cleveland    | D 102-116      | LeBron James (21)    | LeBron James (17)      | LeBron James (4)       | Rocket Mortgage FieldHouse 19 432 | 10 - 13 |
| 24    | 7 décembre  | @ Toronto      | D 113-126      | Dennis Schröder (18) | Damian Jones (10)      | Russell Westbrook (4)  | Scotiabank Arena 19 800           | 10 - 14 |
| 25    | 9 décembre  | @ Philadelphie | D 122-133 (OT) | Anthony Davis (31)   | Anthony Davis (12)     | Russell Westbrook (11) | Wells Fargo Center 20 852         | 10 - 15 |
| 26    | 11 décembre | @ Détroit      | V 124-117      | LeBron James (35)    | Anthony Davis (15)     | Russell Westbrook (9)  | Little Caesars Arena 20 190       | 11 - 15 |
| 27    | 13 décembre | Boston         | D 118-122 (OT) | Anthony Davis (37)   | Russell Westbrook (14) | LeBron James (9)       | Crypto.com Arena 18 661           | 11 - 16 |
| 28    | 16 décembre | Denver         | V 126-108      | LeBron James (30)    | Russell Westbrook (11) | Russell Westbrook (12) | Crypto.com Arena 18 505           | 12 - 16 |
| 29    | 18 décembre | Washington     | V 119-117      | LeBron James (33)    | Thomas Bryant (10)     | LeBron James (9)       | Crypto.com Arena 18 153           | 13 - 16 |
| 30    | 19 décembre | @ Phoenix      | D 104-130      | Dennis Schröder (30) | Damian Jones (7)       | Dennis Schröder (4)    | Footprint Center 17 071           | 13 - 17 |
| 31    | 21 décembre | @ Sacramento   | D 120-134      | LeBron James (31)    | Thomas Bryant (10)     | LeBron James (11)      | Golden 1 Center 17 611            | 13 - 18 |
| 32    | 23 décembre | Charlotte      | D 130-134      | LeBron James (34)    | Thomas Bryant (13)     | LeBron James (8)       | Crypto.com Arena 18 997           | 13 - 19 |
| 33    | 25 décembre | @ Dallas       | D 115-124      | LeBron James (38)    | Wenyen Gabriel (7)     | LeBron James (5)       | American Airlines Center 20 441   | 13 - 20 |
| 34    | 27 décembre | @ Orlando      | V 129-110      | LeBron James (28)    | Russell Westbrook (13) | Russell Westbrook (13) | Amway Center 19 482               | 14 - 20 |
| 35    | 28 décembre | @ Miami        | D 98-112       | LeBron James (27)    | LeBron James (9)       | Russell Westbrook (8)  | FTX Arena 20 221                  | 14 - 21 |
| 36    | 30 décembre | @ Atlanta      | V 130-121      | LeBron James (47)    | Thomas Bryant (17)     | Russell Westbrook (11) | State Farm Arena 17 984           | 15 - 21 |

| Match | Date match | Équipe        | Score           | Meilleur marqueur      | Meilleur rebondeur     | Meilleur passeur       | Lieux Spectateurs            | Série   |
| ----- | ---------- | ------------- | --------------- | ---------------------- | ---------------------- | ---------------------- | ---------------------------- | ------- |
| 37    | 2 janvier  | @ Charlotte   | V 121-115       | LeBron James (43)      | Thomas Bryant (15)     | Austin Reaves (7)      | Spectrum Center 19 210       | 16 - 21 |
| 38    | 4 janvier  | Miami         | V 112-109       | Dennis Schröder (32)   | Thomas Bryant (9)      | Russell Westbrook (9)  | Crypto.com Arena 18 997      | 17 - 21 |
| 39    | 6 janvier  | Atlanta       | V 130-114       | LeBron James (25)      | Thomas Bryant (13)     | LeBron James (10)      | Crypto.com Arena 18 997      | 18 - 21 |
| 40    | 7 janvier  | @ Sacramento  | V 136-134       | LeBron James (37)      | Thomas Bryant (14)     | Russell Westbrook (15) | Golden 1 Center 17 611       | 19 - 21 |
| 41    | 9 janvier  | @ Denver      | D 109-122       | Russell Westbrook (25) | Thomas Bryant (10)     | Russell Westbrook (7)  | Ball Arena 19 609            | 19 - 22 |
| 42    | 12 janvier | Dallas        | D 115-119 (2OT) | Russell Westbrook (28) | LeBron James (16)      | LeBron James (9)       | Crypto.com Arena 18 997      | 19 - 23 |
| 43    | 15 janvier | Philadelphie  | D 112-113       | LeBron James (35)      | Russell Westbrook (14) | Russell Westbrook (11) | Crypto.com Arena 18 020      | 19 - 24 |
| 44    | 16 janvier | Houston       | V 140-132       | LeBron James (48)      | Wenyen Gabriel (9)     | LeBron James (9)       | Crypto.com Arena 17 657      | 20 - 24 |
| 45    | 18 janvier | Sacramento    | D 111-116       | LeBron James (32)      | LeBron James (8)       | LeBron James (9)       | Crypto.com Arena 18 142      | 20 - 25 |
| 46    | 20 janvier | Memphis       | V 122-121       | Russell Westbrook (29) | LeBron James (9)       | Dennis Schröder (8)    | Crypto.com Arena 18 997      | 21 - 25 |
| 47    | 22 janvier | @ Portland    | V 121-112       | LeBron James (37)      | Thomas Bryant (14)     | Dennis Schröder (8)    | Moda Center 19 393           | 22 - 25 |
| 48    | 24 janvier | L.A. Clippers | D 115-133       | LeBron James (46)      | LeBron James (8)       | LeBron James (7)       | Crypto.com Arena 17 604      | 22 - 26 |
| 49    | 25 janvier | San Antonio   | V 113-104       | Anthony Davis (21)     | Anthony Davis (12)     | LeBron James (11)      | Crypto.com Arena 17 955      | 23 - 26 |
| 50    | 28 janvier | @ Boston      | D 121-125 (OT)  | LeBron James (41)      | Anthony Davis (10)     | LeBron James (8)       | TD Garden 19 156             | 23 - 27 |
| 51    | 30 janvier | @ Brooklyn    | D 104-121       | Thomas Bryant (18)     | Troy Brown Jr. (17)    | Russell Westbrook (10) | Barclays Center 17 924       | 23 - 28 |
| 52    | 31 janvier | @ New York    | V 129-123 (OT)  | LeBron James (28)      | LeBron James (10)      | LeBron James (11)      | Madison Square Garden 19 812 | 24 - 28 |

| Match                  | Date match | Équipe                | Score     | Meilleur marqueur    | Meilleur rebondeur     | Meilleur passeur       | Lieux Spectateurs               | Série   |
| ---------------------- | ---------- | --------------------- | --------- | -------------------- | ---------------------- | ---------------------- | ------------------------------- | ------- |
| 53                     | 2 février  | @ Indiana             | V 112-111 | Anthony Davis (31)   | Anthony Davis (14)     | Russell Westbrook (10) | Gainbridge Fieldhouse 17 274    | 25 - 28 |
| 54                     | 4 février  | @ La Nouvelle-Orléans | D 126-131 | Anthony Davis (34)   | Anthony Davis (14)     | Dennis Schröder (10)   | Smoothie King Center 18 886     | 25 - 29 |
| 55                     | 7 février  | Oklahoma City         | D 130-133 | LeBron James (38)    | Anthony Davis (8)      | Russell Westbrook (8)  | Crypto.com Arena 18 997         | 25 - 30 |
| 56                     | 9 février  | Milwaukee             | D 106-115 | Dennis Schröder (25) | Anthony Davis (16)     | Dennis Schröder (12)   | Crypto.com Arena 18 997         | 25 - 31 |
| 57                     | 11 février | @ Golden State        | V 109-103 | Dennis Schröder (26) | Anthony Davis (6)      | D'Angelo Russell (6)   | Chase Center 18 064             | 26 - 31 |
| 58                     | 13 février | @ Portland            | D 115-127 | Malik Beasley (22)   | Anthony Davis (20)     | Dennis Schröder (6)    | Moda Center 18 299              | 26 - 32 |
| 59                     | 15 février | La Nouvelle-Orléans   | V 120-102 | Anthony Davis (28)   | Anthony Davis (10)     | D'Angelo Russell (7)   | Crypto.com Arena 18 997         | 27 - 32 |
| NBA All-Star Game 2023 |            |                       |           |                      |                        |                        |                                 |         |
| 60                     | 23 février | Golden State          | V 124-111 | Malik Beasley (25)   | Mohamed Bamba (13)     | LeBron James (8)       | Crypto.com Arena 18 997         | 28 - 32 |
| 61                     | 26 février | @ Dallas              | V 111-108 | Anthony Davis (30)   | Jarred Vanderbilt (17) | Dennis Schröder (8)    | American Airlines Center 20 411 | 29 - 32 |
| 62                     | 28 février | @ Memphis             | D 109-121 | Anthony Davis (28)   | Anthony Davis (19)     | Dennis Schröder (10)   | FedExForum 17 794               | 29 - 33 |

| Match | Date match | Équipe                | Score     | Meilleur marqueur     | Meilleur rebondeur     | Meilleur passeur      | Lieux Spectateurs           | Série   |
| ----- | ---------- | --------------------- | --------- | --------------------- | ---------------------- | --------------------- | --------------------------- | ------- |
| 63    | 1er mars   | @ Oklahoma City       | V 123-117 | Dennis Schröder (26)  | Wenyen Gabriel (10)    | Dennis Schröder (6)   | Paycom Center 17 114        | 30 - 33 |
| 64    | 3 mars     | Minnesota             | D 102-110 | Anthony Davis (38)    | Malik Beasley (8)      | Dennis Schröder (12)  | Crypto.com Arena 18 997     | 30 - 34 |
| 65    | 5 mars     | Golden State          | V 113-105 | Anthony Davis (39)    | Jarred Vanderbilt (13) | Austin Reaves (8)     | Crypto.com Arena 18 997     | 31 - 34 |
| 66    | 7 mars     | Memphis               | V 112-103 | Anthony Davis (30)    | Anthony Davis (22)     | Dennis Schröder (9)   | Crypto.com Arena 18 997     | 32 - 34 |
| 67    | 10 mars    | Toronto               | V 122-112 | D'Angelo Russell (28) | Anthony Davis (9)      | D'Angelo Russell (9)  | Crypto.com Arena 18 322     | 33 - 34 |
| 68    | 12 mars    | New York              | D 108-112 | D'Angelo Russell (33) | Anthony Davis (16)     | D'Angelo Russell (8)  | Crypto.com Arena 18 997     | 33 - 35 |
| 69    | 14 mars    | @ La Nouvelle-Orléans | V 123-108 | Anthony Davis (35)    | Anthony Davis (17)     | Brown Jr., Reaves (5) | Smoothie King Center 18 625 | 34 - 35 |
| 70    | 15 mars    | @ Houston             | D 110-114 | Austin Reaves (24)    | Wenyen Gabriel (14)    | Austin Reaves (7)     | Toyota Center 18 055        | 34 - 36 |
| 71    | 17 mars    | Dallas                | D 110-111 | Anthony Davis (26)    | Wenyen Gabriel (11)    | D'Angelo Russell (11) | Crypto.com Arena 18 997     | 34 - 37 |
| 72    | 19 mars    | Orlando               | V 111-105 | Austin Reaves (35)    | Anthony Davis (11)     | Reaves, Russell (6)   | Crypto.com Arena 18 997     | 35 - 37 |
| 73    | 22 mars    | Phoenix               | V 122-111 | C (27)                | Anthony Davis (9)      | Austin Reaves (11)    | Crypto.com Arena 18 435     | 36 - 37 |
| 74    | 24 mars    | Oklahoma City         | V 116-111 | Anthony Davis (37)    | Anthony Davis (15)     | Austin Reaves (9)     | Crypto.com Arena 18 997     | 37 - 37 |
| 75    | 26 mars    | Chicago               | D 108-118 | LeBron James (19)     | Anthony Davis (9)      | Austin Reaves (7)     | Crypto.com Arena 18 997     | 37 - 38 |
| 76    | 29 mars    | @ Chicago             | V 121-110 | Anthony Davis (38)    | Anthony Davis (9)      | Austin Reaves (5)     | United Center 21 739        | 38 - 38 |
| 77    | 31 mars    | @ Minnesota           | V 123-111 | Anthony Davis (38)    | Anthony Davis (17)     | D'Angelo Russell (10) | Crypto.com Arena 18 978     | 39 - 38 |

| Match | Date match | Équipe          | Score          | Meilleur marqueur     | Meilleur rebondeur | Meilleur passeur   | Lieux Spectateurs              | Série   |
| ----- | ---------- | --------------- | -------------- | --------------------- | ------------------ | ------------------ | ------------------------------ | ------- |
| 78    | 2 avril    | @ Houston       | V 134-109      | Anthony Davis (40)    | Rui Hachimura (12) | LeBron James (11)  | Toyota Center 18 204           | 40 - 38 |
| 79    | 4 avril    | @ Utah          | V 135-133 (OT) | LeBron James (37)     | Anthony Davis (14) | Trois joueurs (6)  | Vivint Smart Home Arena 18 206 | 41 - 38 |
| 80    | 5 avril    | @ L.A. Clippers | D 118-125      | LeBron James (33)     | Anthony Davis (11) | James, Russell (7) | Crypto.com Arena 19 068        | 41 - 39 |
| 81    | 7 avril    | Phoenix         | V 121-107      | D'Angelo Russell (24) | Anthony Davis (21) | LeBron James (6)   | Crypto.com Arena 18 997        | 42 - 39 |
| 82    | 9 avril    | Utah            | V 128-117      | LeBron James (36)     | Anthony Davis (13) | James, Reaves (6)  | Crypto.com Arena 18 997        | 43 - 39 |

### Play-in tournament
| Play-in Total: 1-0 (Domicile : 1-0; Extérieur : 0-0) |

| Match | Date match | Équipe    | Score          | Meilleur marqueur | Meilleur rebondeur | Meilleur passeur     | Lieux Spectateurs       | Série |
| ----- | ---------- | --------- | -------------- | ----------------- | ------------------ | -------------------- | ----------------------- | ----- |
| 1     | 11 avril   | Minnesota | V 108-102 (OT) | LeBron James (30) | Anthony Davis (15) | D'Angelo Russell (8) | Crypto.com Arena 18 997 | 1 - 0 |

### Playoffs
| Playoffs Total: 8-8 (Domicile : 6-2; Extérieur : 2-6) |

| Match | Date match | Équipe    | Score          | Meilleur marqueur     | Meilleur rebondeur | Meilleur passeur      | Lieux Spectateurs       | Série |
| ----- | ---------- | --------- | -------------- | --------------------- | ------------------ | --------------------- | ----------------------- | ----- |
| 1     | 16 avril   | @ Memphis | V 128-112      | Rui Hachimura (29)    | Anthony Davis (12) | D'Angelo Russell (7)  | FedExForum 18 487       | 1 - 0 |
| 2     | 19 avril   | @ Memphis | D 93-103       | LeBron James (28)     | LeBron James (12)  | Reaves, Russell (4)   | FedExForum 17 928       | 1 - 1 |
| 3     | 22 avril   | Memphis   | V 111-101      | Anthony Davis (31)    | Anthony Davis (17) | D'Angelo Russell (7)  | Crypto.com Arena 18 997 | 2 - 1 |
| 4     | 24 avril   | Memphis   | V 117-111 (OT) | Austin Reaves (23)    | LeBron James (20)  | LeBron James (7)      | Crypto.com Arena 18 997 | 3 - 1 |
| 5     | 26 avril   | @ Memphis | D 99-116       | Anthony Davis (31)    | Anthony Davis (19) | D'Angelo Russell (10) | FedExForum 18 117       | 3 - 2 |
| 6     | 28 avril   | Memphis   | V 125-85       | D'Angelo Russell (31) | Anthony Davis (14) | Austin Reaves (8)     | Crypto.com Arena 18 997 | 4 - 2 |

| Match | Date match | Équipe         | Score     | Meilleur marqueur  | Meilleur rebondeur | Meilleur passeur     | Lieux Spectateurs       | Série |
| ----- | ---------- | -------------- | --------- | ------------------ | ------------------ | -------------------- | ----------------------- | ----- |
| 1     | 2 mai      | @ Golden State | V 117-112 | Anthony Davis (30) | Anthony Davis (23) | D'Angelo Russell (6) | Chase Center 18 064     | 1 - 0 |
| 2     | 4 mai      | @ Golden State | D 100-127 | LeBron James (23)  | Davis, James (7)   | D'Angelo Russell (8) | Chase Center 18 064     | 1 - 1 |
| 3     | 6 mai      | Golden State   | V 127-97  | Anthony Davis (25) | Anthony Davis (13) | LeBron James (8)     | Crypto.com Arena 18 997 | 2 - 1 |
| 4     | 8 mai      | Golden State   | V 104-101 | LeBron James (27)  | Anthony Davis (15) | LeBron James (6)     | Crypto.com Arena 18 997 | 3 - 1 |
| 5     | 10 mai     | @ Golden State | D 106-121 | LeBron James (25)  | Davis, James (9)   | Austin Reaves (5)    | Chase Center 18 064     | 3 - 2 |
| 6     | 12 mai     | Golden State   | V 122-101 | LeBron James (30)  | Anthony Davis (20) | LeBron James (9)     | Crypto.com Arena 18 997 | 4 - 2 |

| Match | Date match | Équipe   | Score     | Meilleur marqueur  | Meilleur rebondeur | Meilleur passeur  | Lieux Spectateurs       | Série |
| ----- | ---------- | -------- | --------- | ------------------ | ------------------ | ----------------- | ----------------------- | ----- |
| 1     | 16 mai     | @ Denver | D 126-132 | Anthony Davis (40) | LeBron James (12)  | LeBron James (9)  | Ball Arena 19 633       | 0 - 1 |
| 2     | 18 mai     | @ Denver | D 103-108 | James, Reaves (22) | Anthony Davis (14) | LeBron James (10) | Ball Arena 19 742       | 0 - 2 |
| 3     | 20 mai     | Denver   | D 108-119 | Anthony Davis (28) | Anthony Davis (18) | LeBron James (12) | Crypto.com Arena 18 997 | 0 - 3 |
| 4     | 22 mai     | Denver   | D 111-113 | LeBron James (40)  | Anthony Davis (14) | LeBron James (9)  | Crypto.com Arena 18 997 | 0 - 4 |

### Confrontations en saison régulière
| Conférence Est      | Conférence Est                              | Conférence Est                              | Conférence Ouest                            | Conférence Ouest                            | Conférence Ouest                            | Conférence Ouest                            | Conférence Ouest                            |
| Division Atlantique | Division Atlantique                         | Division Atlantique                         | Division Nord-Ouest                         | Division Nord-Ouest                         | Division Nord-Ouest                         | Division Nord-Ouest                         | Division Nord-Ouest                         |
| Équipe              | Domicile                                    | Extérieur                                   | Équipe                                      | Domicile                                    | Domicile                                    | Extérieur                                   | Extérieur                                   |
| ------------------- | ------------------------------------------- | ------------------------------------------- | ------------------------------------------- | ------------------------------------------- | ------------------------------------------- | ------------------------------------------- | ------------------------------------------- |
| Boston              | 118-122 (OT)                                | 121-125 (OT)                                | Denver                                      | 121-110                                     | 126-108                                     | 99-110                                      | 109-122                                     |
| Brooklyn            | 116-103                                     | 104-121                                     | Minnesota                                   | 102-110                                     |                                             | 102-111                                     | 123-111                                     |
| New York            | 108-112                                     | 129-123 (OT)                                | Oklahoma City                               | 130-133                                     | 116-111                                     | 123-117                                     |                                             |
| Philadelphie        | 112-113                                     | 122-133 (OT)                                | Portland                                    | 104-106                                     | 128-109                                     | 121-112                                     | 115-127                                     |
| Toronto             | 122-112                                     | 113-126                                     | Utah                                        | 116-130                                     | 128-117                                     | 116-139                                     | 135-133 (OT)                                |
| Division            | 3-7 (Domicile : 2-3; Extérieur : 1-4)       | 3-7 (Domicile : 2-3; Extérieur : 1-4)       | Division                                    | 9-9 (Domicile : 6-3; Extérieur : 3-6)       | 9-9 (Domicile : 6-3; Extérieur : 3-6)       | 9-9 (Domicile : 6-3; Extérieur : 3-6)       | 9-9 (Domicile : 6-3; Extérieur : 3-6)       |
| Division Centrale   | Division Centrale                           | Division Centrale                           | Division Pacifique                          | Division Pacifique                          | Division Pacifique                          | Division Pacifique                          | Division Pacifique                          |
| Équipe              | Domicile                                    | Extérieur                                   | Équipe                                      | Domicile                                    | Domicile                                    | Extérieur                                   | Extérieur                                   |
| Chicago             | 108-118                                     | 121-110                                     | Golden State                                | 124-111                                     | 113-105                                     | 109-123                                     | 109-103                                     |
| Cleveland           | 100-114                                     | 102-116                                     | L.A. Clippers                               | 97-103                                      | 115-133                                     | 101-114                                     | 118-125                                     |
| Detroit             | 128-121                                     | 124-117                                     |                                             |                                             |                                             |                                             |                                             |
| Indiana             | 115-116                                     | 112-111                                     | Phoenix                                     | 122-111                                     | 121-107                                     | 105-115                                     | 104-130                                     |
| Milwaukee           | 106-115                                     | 133-129                                     | Sacramento                                  | 114-120                                     | 111-116                                     | 120-134                                     | 136-134                                     |
| Division            | 5-5 (Domicile : 1-4; Extérieur : 4-1)       | 5-5 (Domicile : 1-4; Extérieur : 4-1)       | Division                                    | 6-10 (Domicile : 4-4; Extérieur : 2-6)      | 6-10 (Domicile : 4-4; Extérieur : 2-6)      | 6-10 (Domicile : 4-4; Extérieur : 2-6)      | 6-10 (Domicile : 4-4; Extérieur : 2-6)      |
| Division Sud-Est    | Division Sud-Est                            | Division Sud-Est                            | Division Sud-Ouest                          | Division Sud-Ouest                          | Division Sud-Ouest                          | Division Sud-Ouest                          | Division Sud-Ouest                          |
| Équipe              | Domicile                                    | Extérieur                                   | Équipe                                      | Domicile                                    | Domicile                                    | Extérieur                                   | Extérieur                                   |
| Atlanta             | 130-114                                     | 130-121                                     | Dallas                                      | 115-119 (2OT)                               | 110-111                                     | 115-124                                     | 111-108                                     |
| Charlotte           | 130-134                                     | 121-115                                     | Houston                                     | 140-132                                     |                                             | 110-114                                     | 134-109                                     |
| Miami               | 112-109                                     | 98-112                                      | Memphis                                     | 122-121                                     | 112-103                                     | 109-121                                     |                                             |
| Orlando             | 111-105                                     | 129-110                                     | New Orleans                                 | 120-117 (OT)                                | 120-102                                     | 126-131                                     | 123-108                                     |
| Washington          | 119-117                                     | 130-119                                     | San Antonio                                 | 123-92                                      | 113-104                                     | 105-94                                      | 143-138                                     |
| Division            | 8-2 (Domicile : 4-1; Extérieur : 4-1)       | 8-2 (Domicile : 4-1; Extérieur : 4-1)       | Division                                    | 12-6 (Domicile : 7-2; Extérieur : 5-4)      | 12-6 (Domicile : 7-2; Extérieur : 5-4)      | 12-6 (Domicile : 7-2; Extérieur : 5-4)      | 12-6 (Domicile : 7-2; Extérieur : 5-4)      |
| Conférence          | 16-14 (Domicile : 7-8; Extérieur : 9-6)     | 16-14 (Domicile : 7-8; Extérieur : 9-6)     | Conférence                                  | 27-25 (Domicile : 16-10; Extérieur : 11-15) | 27-25 (Domicile : 16-10; Extérieur : 11-15) | 27-25 (Domicile : 16-10; Extérieur : 11-15) | 27-25 (Domicile : 16-10; Extérieur : 11-15) |
| Total               | 43-39 (Domicile : 23-18; Extérieur : 20-21) | 43-39 (Domicile : 23-18; Extérieur : 20-21) | 43-39 (Domicile : 23-18; Extérieur : 20-21) | 43-39 (Domicile : 23-18; Extérieur : 20-21) | 43-39 (Domicile : 23-18; Extérieur : 20-21) | 43-39 (Domicile : 23-18; Extérieur : 20-21) | 43-39 (Domicile : 23-18; Extérieur : 20-21) |

## Classements
| Conférence Ouest | Conférence Ouest                     | Conférence Ouest | Conférence Ouest | Conférence Ouest | Conférence Ouest | Conférence Ouest | Conférence Ouest |
| No               | Franchise                            | Vic.             | Def.             | MJ               | V/D              | GB               |                  |
| ---------------- | ------------------------------------ | ---------------- | ---------------- | ---------------- | ---------------- | ---------------- | ---------------- |
| 1                | c - Nuggets de Denver                | 53               | 29               | 82               | .646             | -                |                  |
| 2                | y - Grizzlies de Memphis             | 51               | 31               | 82               | .622             | 2                |                  |
| 3                | y - Kings de Sacramento              | 48               | 34               | 82               | .585             | 5                |                  |
| 4                | x - Suns de Phoenix                  | 45               | 37               | 82               | .549             | 8                |                  |
| 5                | x - Clippers de Los Angeles          | 44               | 38               | 82               | .537             | 9                |                  |
| 6                | x - Warriors de Golden State         | 44               | 38               | 82               | .537             | 9                |                  |
|                  |                                      |                  |                  |                  |                  |                  |                  |
| 7                | x - Lakers de Los Angeles            | 43               | 39               | 82               | .524             | 10               |                  |
| 8                | x - Timberwolves du Minnesota        | 42               | 40               | 82               | .512             | 11               |                  |
| 9                | pi - Pelicans de La Nouvelle-Orléans | 42               | 40               | 82               | .512             | 11               |                  |
| 10               | pi - Thunder d'Oklahoma City         | 40               | 42               | 82               | .488             | 13               |                  |
|                  |                                      |                  |                  |                  |                  |                  |                  |
| 11               | o - Mavericks de Dallas              | 38               | 44               | 82               | .463             | 15               |                  |
| 12               | o - Jazz de l'Utah                   | 37               | 45               | 82               | .451             | 16               |                  |
| 13               | o - Trail Blazers de Portland        | 33               | 49               | 82               | .402             | 20               |                  |
| 14               | o - Rockets de Houston               | 22               | 60               | 82               | .268             | 31               |                  |
| 15               | o - Spurs de San Antonio             | 22               | 60               | 82               | .268             | 31               |                  |

| Division Pacifique           | V  | D  | MJ | V/D  | GB | Dom   | Ext   | Div  |
| ---------------------------- | -- | -- | -- | ---- | -- | ----- | ----- | ---- |
| y - Kings de Sacramento      | 48 | 34 | 82 | .585 | –  | 23-18 | 25-16 | 9-7  |
| x - Suns de Phoenix          | 45 | 37 | 82 | .549 | 3  | 28-13 | 17-24 | 9-7  |
| x - Clippers de Los Angeles  | 44 | 38 | 82 | .537 | 4  | 23-18 | 21-20 | 9-7  |
| x - Warriors de Golden State | 44 | 38 | 82 | .537 | 4  | 33-8  | 11-30 | 7-9  |
| pi - Lakers de Los Angeles   | 43 | 39 | 82 | .524 | 5  | 23-18 | 20-21 | 6-10 |